# VTV4
VTV4 là kênh truyền hình đối ngoại của Đài Truyền hình Việt Nam, hướng tới đối tượng khán giả là cộng đồng người Việt Nam sinh sống tại nước ngoài và người nước ngoài quan tâm đến Việt Nam. Các chương trình của VTV4 phần lớn được đảm trách bởi Ban Truyền hình Đối ngoại của đài, bao gồm tin tức, phim truyện, ca nhạc, phim tài liệu, giải trí... dành cho cộng đồng người Việt tại nước ngoài, và các chương trình, bản tin tiếng nước ngoài về kinh tế, đời sống, khoa học, xã hội, văn hóa Việt Nam để phục vụ khán giả trên toàn thế giới. Bên cạnh đó, kênh cũng phát sóng lại một số chương trình, chuyên mục từ các kênh truyền hình khác của VTV.

## Lịch sử
VTV4 bắt đầu được phát sóng thử nghiệm từ ngày 1 tháng 1 năm 1995, với thời lượng từ 21:45 đến 22:45 trên vệ tinh Gorizont 24 của Liên bang Nga.
Ngày 1 tháng 1 năm 1998, kênh VTV4 chính thức được phát sóng với tên gọi "Chương trình dành cho đồng bào xa tổ quốc và bạn bè năm châu", phủ sóng toàn châu Á và châu Âu với thời lượng 2 giờ hàng ngày, từ 00:00 đến 02:00 sáng. Kênh cũng chuyển sang phát trên vệ tinh Measat 1, tín hiệu được chuyển tiếp trên vệ tinh Thaicom 3. Đến ngày 3 tháng 2 năm 1998, Phòng biên tập chương trình VTV4 thuộc Ban Thư ký Biên tập được thành lập.
Từ ngày 1 tháng 4 năm 1998, cùng với việc kênh VTV3 được tách thành kênh riêng trên vệ tinh, VTV4 nâng thời lượng phát sóng lên 4/7, từ 00:00 đến 04:00 sáng. Vào ngày 27 tháng 4 năm 2000, VTV4 chính thức phủ sóng toàn thế giới bằng việc chuyển tiếp tín hiệu kênh VTV4 trên vệ tinh Telstar 5, phủ sóng khu vực Bắc Mỹ. Ngày 1 tháng 1 năm 2002, kênh tăng thời lượng phát sóng lên 8/7 từ 00:00 đến 08:00 sáng, cùng thời điểm tín hiệu kênh bắt đầu được chuyển tiếp trên vệ tinh Hot Bird và phủ sóng toàn bộ khu vực châu Âu.
Theo Quyết định số 29 của Thủ tướng Chính phủ Phan Văn Khải ký ngày 7 tháng 2 năm 2002, Phòng biên tập chương trình VTV4 được tách ra khỏi Ban Thư ký Biên tập và trở thành Ban Biên tập Đối ngoại. Đến năm 2004, Đài Truyền hình Việt Nam đổi tên Ban Biên tập Đối ngoại thành Ban Truyền hình Đối ngoại cho đến hiện nay.
Từ ngày 15 tháng 5 năm 2005, VTV4 được phát sóng liên tục 24/7, với nội dung phát mới từ 00:00 đến 08:00 và hai lần phát lặp lại từ 08:00 đến 24:00 trên toàn thế giới. Trước đó, kênh chỉ phát sóng 24/7 trên vệ tinh Thaicom 3, phủ sóng châu Á, châu Phi và một phần châu Âu. Đến ngày 20 tháng 6 năm 2009, kênh được phát sóng liên tục với thời lượng 24/7 cùng khung chương trình mới.
Từ ngày 22 tháng 6 năm 2015, kênh VTV4 được phát sóng với tiêu chuẩn độ nét cao trên hệ thống truyền hình cáp kỹ thuật số của VTVCab, và chính thức được phát sóng quảng bá hai ngày sau đó.

Từ 00:05 ngày 31 tháng 3 năm 2018, Đài Truyền hình Việt Nam ngừng phủ sóng vệ tinh nước ngoài kênh VTV4 thông qua các vệ tinh Thaicom 5, Eutelsat Hot Bird 13B, Hispasat 30W-5, Galaxy 19.

Logo kênh VTV4 HD (24/06/2015 - 31/12/2019; 08/01/2020 - 01/11/2022)

## Thời lượng phát sóng
- 1 tháng 1 năm 1995 – 31 tháng 12 năm 1997: 21:45–22:45 hàng ngày.
- 1 tháng 1 năm 1998 – 31 tháng 3 năm 1998: 00:00–02:00 hàng ngày.
- 1 tháng 4 năm 1998 – 31 tháng 12 năm 2001: 00:00–04:00 hàng ngày tại Khu vực 1, 08:00–12:00 hàng ngày tại Khu vực 2.[13]
- 1 tháng 1 năm 2002 – 14 tháng 5 năm 2005: 00:00–08:00 hàng ngày tại Khu vực 1, 08:00–16:00 hàng ngày tại Khu vực 2, phát lặp lại chương trình thêm hai lần trên vệ tinh Thaicom 3.
- 15 tháng 5 năm 2005 – 19 tháng 6 năm 2009: 00:00–08:00 hàng ngày, phát lặp lại chương trình thêm hai lần trên toàn thế giới thông qua các vệ tinh Thaicom 3, Hotbird, Telstar 5 và Gorizont 24.
- 20 tháng 6 năm 2009 – nay: 24/7.